# Elezioni comunali in Lombardia del 2002
Il 26 maggio 2002 (con ballottaggio il 9 giugno) in Lombardia si tennero le elezioni per il rinnovo di numerosi consigli comunali.

## Milano

### Abbiategrasso
| Candidati e Liste                            | Voti   | %      | Seggi |
| -------------------------------------------- | ------ | ------ | ----- |
| Alberto Fossati                              | 8.221  | 50,32  | -     |
| Democratici di Sinistra                      | 3.244  | 23,47  | 6     |
| Abbiategrasso Città Insieme                  | 2.099  | 15,19  | 4     |
| Partito della Rifondazione Comunista         | 1.148  | 8,31   | 3     |
| Italia dei Valori                            | 286    | 2,07   | -     |
| Franco Bardazzi                              | 7.411  | 45,37  | 1     |
| Forza Italia                                 | 3.791  | 27,43  | 5     |
| Lega Nord                                    | 966    | 6,99   | 1     |
| Alleanza Nazionale                           | 801    | 5,80   | 1     |
| Nuovo PSI-Lista Agosti per Abbiategrasso     | 577    | 4,18   | -     |
| Unione dei Democratici Cristiani e di Centro | 367    | 2,66   | -     |
| Dario Baroni                                 | 704    | 4,31   | -     |
| Uniti per il Leone                           | 541    | 3,91   | -     |
| Totale alle liste                            | 13.820 | 100,00 | 19    |
| TOTALE                                       | 16.336 | 100,00 | 20    |

### Arcore
| Candidati e Liste                            | Voti   | %      | Seggi |
| -------------------------------------------- | ------ | ------ | ----- |
| Antonio Nava                                 | 5.016  | 49,81  | -     |
| Democratici di Sinistra                      | 1.623  | 19,04  | 5     |
| La Margherita                                | 934    | 10,95  | 3     |
| Partito della Rifondazione Comunista         | 651    | 7,64   | 2     |
| Socialisti Democratici Italiani              | 304    | 3,57   | -     |
| Federazione dei Verdi                        | 255    | 2,99   | -     |
| Italia dei Valori                            | 122    | 1,43   | -     |
| Massimo Romano                               | 4.649  | 46,17  | 1     |
| Forza Italia                                 | 2.720  | 31,90  | 6     |
| Lega Nord                                    | 572    | 6,71   | 1     |
| Alleanza Nazionale                           | 495    | 5,81   | 1     |
| Unione dei Democratici Cristiani e di Centro | 484    | 5,68   | 1     |
| Antonio Brioschi                             | 405    | 4,02   | -     |
| Arcore 2002                                  | 366    | 4,29   | -     |
| Totale alle liste                            | 8.526  | 100,00 | 19    |
| TOTALE                                       | 10.070 | 100,00 | 20    |

### Buccinasco
| Candidati e Liste                    | Voti   | %      | Seggi |
| ------------------------------------ | ------ | ------ | ----- |
| Maurizio Carbonera                   | 5.107  | 33,56  | -     |
| Democratici di Sinistra              | 2.115  | 15,62  | 7     |
| Partito della Rifondazione Comunista | 873    | 6,45   | 2     |
| La Margherita                        | 716    | 5,29   | 2     |
| Federazione dei Verdi                | 430    | 3,18   | 1     |
| Luigi Iocca                          | 4.578  | 30,08  | 1     |
| Forza Italia                         | 2.673  | 19,75  | 2     |
| Alleanza Nazionale                   | 1.343  | 9,92   | 1     |
| Lega Nord                            | 232    | 1,71   | -     |
| Serafino Gibertini                   | 3.820  | 25,10  | 1     |
| Lista Lanati                         | 3.527  | 26,05  | 2     |
| Patrizia Seghezzi                    | 1.713  | 11,26  | 1     |
| Insieme per Buccinasco               | 1.628  | 12,03  | -     |
| Totale alle liste                    | 13.537 | 100,00 | 17    |
| TOTALE                               | 15.218 | 100,00 | 20    |

### Carate Brianza
| Candidati e Liste                            | Voti   | %      | Seggi |
| -------------------------------------------- | ------ | ------ | ----- |
| Marco Pipino                                 | 4.497  | 44,80  | -     |
| Forza Italia                                 | 1.938  | 22,72  | 5     |
| Alleanza Nazionale                           | 971    | 11,38  | 3     |
| Lega Nord                                    | 712    | 8,35   | 2     |
| Unione dei Democratici Cristiani e di Centro | 365    | 4,28   | 1     |
| Italo Corbetta                               | 2.911  | 29,00  | 1     |
| Democratici per Corbetta                     | 1.174  | 13,76  | 2     |
| La Margherita                                | 1.034  | 12,12  | 2     |
| Giuseppe Stringi                             | 1.245  | 12,40  | 1     |
| Lista Civica di Centrosinistra               | 1.055  | 12,37  | 1     |
| Vincenzo Cesana                              | 883    | 8,80   | 1     |
| Lista Civica                                 | 826    | 9,28   | -     |
| Elvezio Trezzi                               | 501    | 4,99   | 1     |
| Crescere Insieme per Carate                  | 455    | 5,33   | -     |
| Totale alle liste                            | 8.530  | 100,00 | 16    |
| TOTALE                                       | 10.037 | 100,00 | 20    |

### Cernusco sul Naviglio
| Candidati e Liste                            | Voti   | %      | Seggi |
| -------------------------------------------- | ------ | ------ | ----- |
| Daniele Cassanmagnaghi                       | 5.045  | 28,75  | -     |
| Il Naviglio                                  | 1.336  | 8,57   | 4     |
| Federalisti Cernuschesi                      | 956    | 6,13   | 3     |
| Obiettivo Cernusco                           | 804    | 5,16   | 2     |
| Unione dei Democratici Cristiani e di Centro | 537    | 3,44   | 2     |
| Smile Cernusco                               | 433    | 2,78   | 1     |
| Giacinto Molinari                            | 5.986  | 34,11  | 1     |
| Forza Italia                                 | 2.707  | 17,36  | 2     |
| Lega Nord                                    | 1.145  | 7,34   | 1     |
| Lista Colombo                                | 645    | 4,14   | -     |
| Alleanza Nazionale                           | 609    | 3,91   | -     |
| Democratici Cristiani per Cernusco           | 583    | 3,74   | -     |
| Giordano Marchetti                           | 3.295  | 18,78  | 1     |
| Vivere Cernusco                              | 1.511  | 9,69   | 1     |
| Partito della Rifondazione Comunista         | 841    | 5,39   | 1     |
| Girotondo per Cernusco                       | 356    | 2,28   | -     |
| Italia dei Valori                            | 114    | 0,73   | -     |
| Paolo Maria Della Cagnoletta                 | 3.223  | 18,37  | 1     |
| L'Ulivo                                      | 3.013  | 19,33  | 1     |
| Totale alle liste                            | 15.590 | 100,00 | 17    |
| TOTALE                                       | 17.549 | 100,00 | 20    |

### Garbagnate Milanese
| Candidati e Liste                            | Voti   | %      | Seggi |
| -------------------------------------------- | ------ | ------ | ----- |
| Erminia Vittoria Zoppè                       | 8.532  | 53,48  | -     |
| Democratici di Sinistra                      | 3.490  | 26,19  | 7     |
| La Margherita                                | 1.931  | 14,49  | 3     |
| Partito della Rifondazione Comunista         | 1.355  | 10,17  | 2     |
| Federazione dei Verdi                        | 367    | 2,75   | -     |
| Luigi Legnani                                | 5.825  | 36,51  | 1     |
| Forza Italia                                 | 3.035  | 22,77  | 4     |
| Alleanza Nazionale                           | 812    | 6,09   | 1     |
| Unione dei Democratici Cristiani e di Centro | 654    | 4,91   | 1     |
| Lega Nord                                    | 503    | 3,77   | -     |
| Domenico Giuseppe Banfi                      | 970    | 6,08   | 1     |
| Lista Civica                                 | 414    | 3,11   | -     |
| Italia dei Valori                            | 221    | 1,66   | -     |
| Giovanni Bucci                               | 626    | 3,92   | -     |
| Lista Bucci                                  | 546    | 4,10   | -     |
| Totale alle liste                            | 13.328 | 100,00 | 18    |
| TOTALE                                       | 15.953 | 100,00 | 20    |

### Legnano
| Candidati e Liste                                       | Voti   | %      | Seggi |
| ------------------------------------------------------- | ------ | ------ | ----- |
| Maurizio Cozzi                                          | 16.806 | 54,69  | -     |
| Forza Italia                                            | 7.108  | 26,45  | 9     |
| Alleanza Nazionale                                      | 3.631  | 13,51  | 5     |
| Lega Nord                                               | 2.296  | 8,55   | 3     |
| Unione dei Democratici Cristiani e di Centro            | 1.189  | 4,43   | 1     |
| Rinascita Socialdemocratica                             | 591    | 2,20   | -     |
| Emilio Ardo                                             | 7.002  | 22,78  | 1     |
| Democratici di Sinistra-Socialisti Democratici Italiani | 2.726  | 10,15  | 3     |
| La Margherita                                           | 2.437  | 9,07   | 2     |
| Italia dei Valori                                       | 971    | 3,61   | 1     |
| Marco Turri                                             | 2.516  | 8,19   | 1     |
| Movimento Turri Legnano Viva                            | 2.117  | 7,88   | 1     |
| Juan Pablo Turri                                        | 2.460  | 8,00   | 1     |
| Partito della Rifondazione Comunista                    | 2.194  | 8,17   | 1     |
| Angelo Pisoni                                           | 1.318  | 4,29   | 1     |
| Federazione dei Verdi                                   | 1.031  | 3,84   | -     |
| Mario Pighetti                                          | 629    | 2,05   | -     |
| Uno per Tutti Tutti per Legnano                         | 578    | 2,15   | -     |
| Totale alle liste                                       | 26.869 | 100,00 | 26    |
| TOTALE                                                  | 30.731 | 100,00 | 30    |

### Lissone
| Candidati e Liste                            | Voti   | %      | Seggi |
| -------------------------------------------- | ------ | ------ | ----- |
| Ambrogio Fossati                             | 13.616 | 67,81  | -     |
| Forza Italia                                 | 5.658  | 30,90  | 10    |
| Lega Nord                                    | 4.404  | 24,06  | 7     |
| Alleanza Nazionale                           | 1.210  | 6,61   | 2     |
| Unione dei Democratici Cristiani e di Centro | 956    | 5,22   | 1     |
| Armanda Santamaria                           | 6.464  | 32,19  | 1     |
| Insieme per Lissone                          | 6.080  | 33,21  | 9     |
| Totale alle liste                            | 18.308 | 100,00 | 29    |
| TOTALE                                       | 20.080 | 100,00 | 30    |

### Magenta
| Candidati e Liste                            | Voti   | %      | Seggi |
| -------------------------------------------- | ------ | ------ | ----- |
| Luca Del Gobbo                               | 8.100  | 54,11  | -     |
| Forza Italia                                 | 4.592  | 34,86  | 8     |
| Alleanza Nazionale                           | 1.270  | 9,64   | 2     |
| Lega Nord                                    | 752    | 5,71   | 1     |
| Unione dei Democratici Cristiani e di Centro | 649    | 4,93   | 1     |
| Nuovo PSI                                    | 190    | 1,44   | -     |
| Giuliana Labria                              | 6.870  | 45,89  | 1     |
| L'Ulivo                                      | 4.485  | 34,04  | 6     |
| Partito della Rifondazione Comunista         | 855    | 6,49   | 1     |
| Italia dei Valori                            | 381    | 2,89   | -     |
| Totale alle liste                            | 13.174 | 100,00 | 19    |
| TOTALE                                       | 14.970 | 100,00 | 20    |

### Melegnano
| Candidati e Liste                    | Voti  | %      | Seggi |
| ------------------------------------ | ----- | ------ | ----- |
| Ercolino Dolcini                     | 4.695 | 49,45  | -     |
| L'Ulivo                              | 4.488 | 50,79  | 12    |
| Gian Carlo Corti                     | 4.062 | 42,78  | 1     |
| Forza Italia                         | 1.899 | 21,49  | 4     |
| Lista Corti per Melegnano            | 1.228 | 13,90  | 2     |
| Lega Nord                            | 410   | 4,64   | -     |
| Nuovo PSI                            | 77    | 0,87   | -     |
| Fulvio Aurora                        | 738   | 7,77   | 1     |
| Partito della Rifondazione Comunista | 734   | 8,31   | -     |
| Totale alle liste                    | 8.836 | 100,00 | 18    |
| TOTALE                               | 9.495 | 100,00 | 20    |

### Meda
| Candidati e Liste                                                | Voti   | %      | Seggi |
| ---------------------------------------------------------------- | ------ | ------ | ----- |
| Adelio Asnaghi                                                   | 4.690  | 36,36  | -     |
| Forza Italia                                                     | 2.629  | 22,25  | 8     |
| Alleanza Nazionale                                               | 720    | 6,09   | 2     |
| Partito Repubblicano Italiano                                    | 357    | 3,02   | 1     |
| Unione dei Democratici Cristiani e di Centro                     | 344    | 2,91   | 1     |
| Giorgio Taveggia                                                 | 3.803  | 29,48  | 1     |
| Lega Nord                                                        | 3.619  | 30,63  | 3     |
| Maurizio Giuseppe Lanzani                                        | 2.147  | 16,64  | 1     |
| Meda per Meda                                                    | 2.008  | 17,00  | 1     |
| Adriana Marenzi                                                  | 1.017  | 7,88   | 1     |
| Sinistra e Ambiente (Partito della Rifondazione Comunista-Altri) | 958    | 8,11   | -     |
| Corrado Pietro Marelli                                           | 885    | 6,86   | 1     |
| Meda Domani                                                      | 838    | 7,09   | -     |
| Aldo Valsecchi                                                   | 358    | 2,78   | -     |
| Vivere in Meda                                                   | 342    | 2,89   | -     |
| Totale alle liste                                                | 11.815 | 100,00 | 16    |
| TOTALE                                                           | 12.900 | 100,00 | 20    |

### Monza
| Candidati e Liste                            | Voti   | %      | Seggi |
| -------------------------------------------- | ------ | ------ | ----- |
| Michele Francesco Faglia                     | 24.030 | 34,82  | -     |
| Democratici di Sinistra                      | 11.124 | 17,77  | 12    |
| La Margherita                                | 5.168  | 8,25   | 5     |
| Partito della Rifondazione Comunista         | 2.506  | 4,00   | 2     |
| Italia dei Valori                            | 868    | 1,39   | -     |
| Partito dei Comunisti Italiani               | 778    | 1,24   | -     |
| Roberto Maria Radice                         | 32.373 | 46,91  | 1     |
| Forza Italia                                 | 18.888 | 30,17  | 9     |
| Alleanza Nazionale                           | 5.645  | 9,02   | 2     |
| Lega Nord                                    | 3.639  | 5,81   | 1     |
| Unione dei Democratici Cristiani e di Centro | 2.299  | 3,67   | 1     |
| Gian Pietro Mosca                            | 5.044  | 7,31   | 1     |
| Insieme per Monza                            | 4.591  | 7,33   | 3     |
| Ambrogio Moccia                              | 4.381  | 6,35   | 1     |
| Movimento per Monza                          | 4.161  | 6,65   | 1     |
| Rossana Del Regno                            | 1.638  | 2,37   | 1     |
| Federazione dei Verdi                        | 1.529  | 2,44   | -     |
| Ilona Staller                                | 1.008  | 1,46   | -     |
| I Libertari                                  | 880    | 1,41   | -     |
| Stefano Carluccio                            | 541    | 0,78   | -     |
| Nuovo PSI                                    | 530    | 0,85   | -     |
| Totale alle liste                            | 62.606 | 100,00 | 36    |
| TOTALE                                       | 69.015 | 100,00 | 40    |

### Pieve Emanuele
| Candidati e Liste                            | Voti  | %      | Seggi |
| -------------------------------------------- | ----- | ------ | ----- |
| Francesco Argeri                             | 4.243 | 50,76  | -     |
| Democratici di Sinistra                      | 2.112 | 28,79  | 7     |
| Partito della Rifondazione Comunista         | 1.161 | 15,83  | 4     |
| Federazione dei Verdi                        | 287   | 3,91   | 1     |
| Roberto Zappia                               | 3.657 | 43,75  | 1     |
| Forza Italia                                 | 1.920 | 26,17  | 4     |
| Alleanza Nazionale                           | 967   | 13,18  | 2     |
| Lega Nord                                    | 306   | 4,17   | -     |
| Unione dei Democratici Cristiani e di Centro | 149   | 2,03   | -     |
| Giuseppe Gargiulo                            | 459   | 5,49   | 1     |
| Lista per la Città                           | 434   | 5,92   | -     |
| Totale alle liste                            | 7.336 | 100,00 | 18    |
| TOTALE                                       | 8.359 | 100,00 | 20    |

### Rho
| Candidati e Liste                            | Voti   | %      | Seggi |
| -------------------------------------------- | ------ | ------ | ----- |
| Paola Pessina                                | 15.544 | 52,04  | -     |
| Democratici di Sinistra                      | 5.651  | 22,96  | 10    |
| La Margherita                                | 2.953  | 12,00  | 5     |
| Partito della Rifondazione Comunista         | 1.635  | 6,64   | 2     |
| Socialisti Democratici Italiani              | 1.103  | 4,48   | 1     |
| Federazione dei Verdi                        | 499    | 2,03   | -     |
| Italia dei Valori                            | 375    | 1,52   | -     |
| Partito dei Comunisti Italiani               | 184    | 0,75   | -     |
| Vincenzo Carnuccio                           | 13.442 | 45,01  | 1     |
| Forza Italia                                 | 5.467  | 22,22  | 6     |
| Alleanza Nazionale                           | 1.975  | 8,03   | 2     |
| Lega Nord                                    | 1.941  | 7,89   | 2     |
| Unione dei Democratici Cristiani e di Centro | 1.378  | 5,60   | 1     |
| Rho nel Cuore                                | 617    | 2,51   | -     |
| Nuovo PSI                                    | 177    | 0,72   | -     |
| Pietro Porciani                              | 881    | 2,95   | -     |
| Destra Rhodense                              | 653    | 2,65   | -     |
| Totale alle liste                            | 24.608 | 100,00 | 29    |
| TOTALE                                       | 29.867 | 100,00 | 30    |

### San Donato Milanese
| Candidati e Liste                                    | Voti   | %      | Seggi |
| ---------------------------------------------------- | ------ | ------ | ----- |
| Achille Taverniti                                    | 10.433 | 56,97  | -     |
| Democratici di Sinistra                              | 3.301  | 19,81  | 8     |
| Noi per la Città                                     | 1.236  | 7,42   | 2     |
| La Margherita                                        | 1.017  | 6,10   | 2     |
| Partito della Rifondazione Comunista                 | 931    | 5,59   | 2     |
| Unione di Centro                                     | 897    | 5,38   | 2     |
| Federazione dei Verdi-Democratici                    | 892    | 5,35   | 2     |
| Italia dei Valori                                    | 197    | 1,18   | -     |
| Luca Squeri                                          | 8.182  | 43,97  | 1     |
| Forza Italia                                         | 3.028  | 18,17  | 6     |
| Alleanza Nazionale                                   | 1.254  | 7,52   | 2     |
| W la Nostra Città                                    | 963    | 5,78   | 1     |
| Liberali per San Donato                              | 656    | 3,94   | 1     |
| Partito Repubblicano Italiano-Insieme per San Donato | 653    | 3,92   | 1     |
| Lega Nord                                            | 414    | 2,48   | -     |
| Unione dei Democratici Cristiani e di Centro         | 305    | 1,83   | -     |
| Elio Giuseppe Luraghi                                | 542    | 2,91   | -     |
| Socialisti Democratici Italiani                      | 538    | 3,23   | -     |
| Giuseppe Rossetto                                    | 294    | 1,58   | -     |
| Per San Donato                                       | 239    | 1,43   | -     |
| Sergio Ferrari                                       | 154    | 0,83   | -     |
| Partito Umanista                                     | 145    | 0,87   | -     |
| Totale alle liste                                    | 16.666 | 100,00 | 29    |
| TOTALE                                               | 18.609 | 100,00 | 30    |

### Sesto San Giovanni
| Candidati e Liste                            | Voti   | %      | Seggi |
| -------------------------------------------- | ------ | ------ | ----- |
| Giorgio Oldrini                              | 29.124 | 61,69  | -     |
| Democratici di Sinistra                      | 13.548 | 32,25  | 12    |
| Partito della Rifondazione Comunista         | 3.815  | 9,08   | 3     |
| Socialisti Democratici Italiani              | 3.370  | 8,02   | 2     |
| La Margherita                                | 2.518  | 5,99   | 2     |
| Federazione dei Verdi                        | 974    | 2,32   | -     |
| Italia dei Valori                            | 675    | 1,61   | -     |
| Partito dei Comunisti Italiani               | 468    | 1,11   | -     |
| Marco Galeone                                | 17.338 | 36,72  | 1     |
| Forza Italia                                 | 11.166 | 26,58  | 6     |
| Alleanza Nazionale                           | 2.238  | 5,33   | 1     |
| Lega Nord                                    | 1.351  | 3,22   | 1     |
| Unione dei Democratici Cristiani e di Centro | 538    | 1,28   | -     |
| Nuovo PSI-Partito Repubblicano Italiano      | 438    | 1,04   | -     |
| Partito Pensionati                           | 245    | 0,58   | -     |
| Guido Camozzi                                | 532    | 1,13   | -     |
| Lista Autonomista                            | 474    | 1,13   | -     |
| Fabrizio Anile                               | 217    | 0,46   | -     |
| Forza Nuova                                  | 190    | 0,45   | -     |
| Totale alle liste                            | 42.008 | 100,00 | 29    |
| TOTALE                                       | 47.211 | 100,00 | 30    |

## Brescia

### Desenzano del Garda
| Candidati e Liste                            | Voti   | %      | Seggi |
| -------------------------------------------- | ------ | ------ | ----- |
| Fiorenzo Pienazza                            | 4.544  | 31,08  | -     |
| Democratici di Sinistra                      | 2.431  | 18,94  | 8     |
| La Margherita                                | 976    | 7,60   | 3     |
| Vivere Desenzano                             | 421    | 3,28   | 1     |
| Maria Rosa Raimondi                          | 5.200  | 35,57  | 1     |
| Forza Italia                                 | 3.065  | 23,88  | 4     |
| Lega Nord                                    | 1.081  | 8,42   | 1     |
| Alleanza Nazionale                           | 760    | 5,92   | -     |
| Unione dei Democratici Cristiani e di Centro | 451    | 3,51   | -     |
| Nuovo PSI                                    | 214    | 1,67   | -     |
| Felice Pietro Anelli                         | 3.775  | 25,82  | 1     |
| Comune Amico                                 | 2.480  | 19,32  | 1     |
| Guglielmo Tosadori                           | 602    | 4,12   | -     |
| Partito della Rifondazione Comunista         | 402    | 3,13   | -     |
| Socialisti per Desenzano                     | 127    | 0,99   | -     |
| Giorgio Fezzardi                             | 497    | 3,40   | -     |
| Lista Civica Indipendente                    | 426    | 3,32   | -     |
| Totale alle liste                            | 12.834 | 100,00 | 18    |
| TOTALE                                       | 14.618 | 100,00 | 20    |

### Palazzolo sull'Oglio
| Candidati e Liste                            | Voti   | %      | Seggi |
| -------------------------------------------- | ------ | ------ | ----- |
| Gianpietro Metelli                           | 4.816  | 44,98  | -     |
| Forza Italia                                 | 2.299  | 25,83  | 7     |
| Lega Nord                                    | 1.861  | 20,91  | 5     |
| Massimo Venturelli                           | 4.063  | 37,95  | 1     |
| Democratici di Sinistra                      | 1.173  | 13,18  | 2     |
| Lista Civica di Centrosinistra               | 1.116  | 12,54  | 2     |
| La Margherita                                | 991    | 11,14  | 1     |
| Stefano Ravelli                              | 1.827  | 17,07  | 1     |
| Alleanza Nazionale                           | 847    | 9,52   | 1     |
| Unione dei Democratici Cristiani e di Centro | 612    | 6,88   | -     |
| Totale alle liste                            | 8.899  | 100,00 | 18    |
| TOTALE                                       | 10.706 | 100,00 | 20    |

## Como

### Como
| Candidati e Liste                            | Voti   | %      | Seggi |
| -------------------------------------------- | ------ | ------ | ----- |
| Stefano Bruni                                | 24.988 | 52,67  | -     |
| Forza Italia                                 | 11.202 | 27,21  | 12    |
| Alleanza Nazionale                           | 5.551  | 13,48  | 6     |
| Lega Nord                                    | 4.192  | 10,18  | 4     |
| Unione dei Democratici Cristiani e di Centro | 2.346  | 5,70   | 2     |
| Nuovo PSI                                    | 443    | 1,08   | -     |
| Giovanni Moretti                             | 18.421 | 38,83  | 1     |
| La Margherita                                | 4.629  | 11,24  | 5     |
| Democratici di Sinistra - SDI                | 3.046  | 7,40   | 3     |
| Nuova Como                                   | 2.872  | 6,98   | 3     |
| Rifondazione Comunista                       | 2.284  | 5,55   | 2     |
| Federazione dei Verdi                        | 937    | 2,28   | 1     |
| Italia dei Valori                            | 487    | 1,18   | -     |
| Bruno Magatti                                | 2.185  | 4,61   | 1     |
| Progetto Amministrare Como                   | 1.762  | 4,28   | -     |
| Silvano Bussetti                             | 1.015  | 2,14   | -     |
| Fiamma Tricolore                             | 796    | 1,93   | -     |
| Dionigi Mangiacasale                         | 837    | 1,76   | -     |
| Unione Democratici per l'Europa              | 628    | 1,53   | -     |
| Totale alle liste                            | 41.175 | 100,00 | 38    |
| TOTALE                                       | 47.446 | 100,00 | 40    |

Fonte: Ministero dell'Interno

### Cantù
| Candidati e Liste                            | Voti   | %      | Seggi |
| -------------------------------------------- | ------ | ------ | ----- |
| Tiziana Sala                                 | 10.153 | 51,21  | -     |
| Forza Italia                                 | 4.687  | 27,22  | 10    |
| Lega Nord                                    | 2.678  | 15,55  | 5     |
| Alleanza Nazionale                           | 976    | 5,67   | 2     |
| Unione dei Democratici Cristiani e di Centro | 474    | 2,75   | 1     |
| Claudio Bizzozero                            | 3.491  | 17,61  | 1     |
| Lavori in Corso                              | 3.043  | 17,67  | 4     |
| Gaetano Bruccoleri                           | 2.593  | 13,08  | 1     |
| Democratici di Sinistra                      | 1.769  | 10,27  | 2     |
| Socialisti Democratici Italiani              | 451    | 2,62   | -     |
| Giovanni Orsenigo                            | 1.875  | 9,46   | 1     |
| La Margherita                                | 1.220  | 7,08   | 1     |
| Federazione dei Verdi                        | 366    | 2,13   | -     |
| Massimo Patrignani                           | 752    | 3,79   | 1     |
| Partito della Rifondazione Comunista         | 709    | 4,12   | -     |
| Renato Meroni                                | 726    | 3,66   | 1     |
| Cantù Autonomista                            | 628    | 3,65   | -     |
| Luca Leoni Orsenigo                          | 238    | 1,20   | -     |
| Unione Autonomista                           | 219    | 1,27   | -     |
| Totale alle liste                            | 17.220 | 100,00 | 25    |
| TOTALE                                       | 19.828 | 100,00 | 30    |

### Erba
| Candidati e Liste                            | Voti  | %      | Seggi |
| -------------------------------------------- | ----- | ------ | ----- |
| Enrico Ghioni                                | 3.884 | 39,96  | -     |
| L'Ulivo                                      | 1.913 | 22,26  | 7     |
| L'Altracittà                                 | 977   | 11,37  | 4     |
| Partito della Rifondazione Comunista         | 416   | 4,84   | 1     |
| Ermanno Rota                                 | 4.549 | 46,80  | 1     |
| Forza Italia                                 | 2.301 | 26,77  | 4     |
| Lega Nord                                    | 863   | 10,04  | 1     |
| Alleanza Nazionale                           | 656   | 7,63   | 1     |
| Unione dei Democratici Cristiani e di Centro | 294   | 3,42   | -     |
| Gian Antonio Baragiotta                      | 1.287 | 13,24  | 1     |
| Unione Autonomista                           | 1.175 | 13,67  | -     |
| Totale alle liste                            | 8.595 | 100,00 | 18    |
| TOTALE                                       | 9.720 | 100,00 | 20    |

## Cremona

### Crema
| Candidati e Liste                            | Voti   | %      | Seggi |
| -------------------------------------------- | ------ | ------ | ----- |
| Claudio Ceravolo                             | 11.097 | 53,66  | -     |
| Alleanza Progressista                        | 2.431  | 14,34  | 6     |
| La Margherita                                | 2.270  | 13,39  | 5     |
| Partito della Rifondazione Comunista         | 1.490  | 8,79   | 3     |
| Cremaperta                                   | 1.345  | 7,93   | 3     |
| Federazione dei Verdi                        | 511    | 3,01   | 1     |
| Italia dei Valori                            | 192    | 1,13   | -     |
| Pierfranco Campari                           | 8.247  | 39,88  | 1     |
| Forza Italia                                 | 4.331  | 25,55  | 7     |
| Alleanza Nazionale                           | 1.206  | 7,11   | 2     |
| Lega Nord                                    | 1.175  | 6,93   | 1     |
| Unione dei Democratici Cristiani e di Centro | 778    | 4,59   | 1     |
| Maurizio Noci                                | 577    | 2,79   | -     |
| Socialisti Uniti                             | 533    | 3,14   | -     |
| Fulvio Lorenzetti                            | 337    | 1,63   | -     |
| Progetto Crema                               | 289    | 1,70   | -     |
| Aldo Ferri                                   | 213    | 1,03   | -     |
| Partito Pensionati                           | 206    | 1,22   | -     |
| Giuseppe Formenti                            | 210    | 1,02   | -     |
| Alleanza Lombarda Autonomia                  | 194    | 1,14   | -     |
| Totale alle liste                            | 16.951 | 100,00 | 29    |
| TOTALE                                       | 20.681 | 100,00 | 30    |

## Mantova

### Castiglione delle Stiviere
| Candidati e Liste                                       | Voti   | %      | Seggi |
| ------------------------------------------------------- | ------ | ------ | ----- |
| Fabrizio Paganella                                      | 5.393  | 50,85  | -     |
| Forza Italia                                            | 2.604  | 28,52  | 8     |
| Lega Nord                                               | 909    | 9,96   | 2     |
| Unione dei Democratici Cristiani e di Centro            | 606    | 6,64   | 1     |
| Alleanza Nazionale                                      | 571    | 6,25   | 1     |
| Partito Pensionati                                      | 236    | 2,59   | -     |
| Giovanni Saviola                                        | 2.270  | 21,40  | 1     |
| Democratici di Sinistra-Socialisti Democratici Italiani | 861    | 9,43   | 2     |
| Partito della Rifondazione Comunista                    | 575    | 6,30   | 1     |
| Federazione dei Verdi-Partito dei Comunisti Italiani    | 337    | 3,69   | -     |
| Lista Civica                                            | 289    | 3,17   | -     |
| Massimo Novazzi                                         | 2.270  | 21,40  | 1     |
| Ambientalisti                                           | 910    | 9,97   | 2     |
| Centro Popolare per Castiglione                         | 619    | 6,78   | 1     |
| Lista Civica di Centrodestra                            | 371    | 4,06   | -     |
| Bruno Pogliani                                          | 288    | 2,72   | -     |
| Italia dei Valori                                       | 241    | 2,64   | -     |
| Totale alle liste                                       | 9.129  | 100,00 | 18    |
| TOTALE                                                  | 10.606 | 100,00 | 20    |

## Varese

### Varese
| Candidati e Liste                            | Voti   | %      | Seggi |
| -------------------------------------------- | ------ | ------ | ----- |
| Aldo Fumagalli                               | 24.443 | 54,34  | -     |
| Forza Italia                                 | 10.459 | 25,65  | 12    |
| Lega Nord                                    | 7.382  | 18,11  | 8     |
| Alleanza Nazionale                           | 3.276  | 8,04   | 3     |
| Unione dei Democratici Cristiani e di Centro | 1.694  | 4,16   | 1     |
| Alessandro Alfieri                           | 12.521 | 27,84  | 1     |
| Democratici di Sinistra                      | 4.962  | 12,17  | 5     |
| La Margherita                                | 3.787  | 9,29   | 4     |
| Italia dei Valori                            | 799    | 1,96   | -     |
| Socialisti Democratici Italiani              | 690    | 1,69   | -     |
| Comunisti Italiani                           | 554    | 1,36   | -     |
| Raimondo Fassa                               | 6.254  | 13,90  | 1     |
| Progetto Città                               | 5.490  | 13,47  | 4     |
| Angelo Zappoli                               | 1.353  | 3,01   | 1     |
| Rifondazione Comunista                       | 1.309  | 3,21   | -     |
| Giancarlo Rovetta                            | 408    | 0,91   | -     |
| Lega per l'Autonomia - Alleanza Lombarda     | 367    | 0,90   | -     |
| Totale alle liste                            | 40.769 | 100,00 | 37    |
| TOTALE                                       | 44.979 | 100,00 | 40    |

Fonte: Ministero dell'Interno

### Busto Arsizio
| Candidati e Liste                            | Voti   | %      | Seggi |
| -------------------------------------------- | ------ | ------ | ----- |
| Luigi Rosa                                   | 27.622 | 63,27  | -     |
| Forza Italia                                 | 11.624 | 29,68  | 10    |
| Lega Nord                                    | 8.019  | 20,47  | 6     |
| Alleanza Nazionale                           | 4.538  | 11,59  | 3     |
| Unione dei Democratici Cristiani e di Centro | 1.768  | 4,51   | 1     |
| Alberto Grandi                               | 16.038 | 36,73  | 1     |
| Progressisti per Busto                       | 5.420  | 13,84  | 4     |
| La Margherita                                | 3.763  | 9,61   | 3     |
| Partito della Rifondazione Comunista         | 2.838  | 7,25   | 2     |
| Italia dei Valori                            | 1.195  | 3,05   | -     |
| Totale alle liste                            | 39.165 | 100,00 | 29    |
| TOTALE                                       | 43.660 | 100,00 | 30    |

### Cassano Magnago
| Candidati e Liste                                    | Voti   | %      | Seggi |
| ---------------------------------------------------- | ------ | ------ | ----- |
| Aldo Morniroli                                       | 7.307  | 58,36  | -     |
| Lega Nord                                            | 3.217  | 28,52  | 6     |
| Forza Italia                                         | 2.486  | 22,04  | 5     |
| Alleanza Nazionale                                   | 628    | 5,57   | 1     |
| Unione dei Democratici Cristiani e di Centro         | 409    | 3,63   | -     |
| Luca Radice                                          | 5.214  | 41,64  | 1     |
| L'Ulivo                                              | 2.676  | 23,72  | 5     |
| Federazione dei Verdi-Partito dei Comunisti Italiani | 846    | 7,50   | 1     |
| Partito della Rifondazione Comunista                 | 809    | 7,17   | 1     |
| Italia dei Valori                                    | 210    | 1,86   | -     |
| Totale alle liste                                    | 11.281 | 100,00 | 19    |
| TOTALE                                               | 12.521 | 100,00 | 20    |

### Tradate
| Candidati e Liste                                                      | Voti  | %      | Seggi |
| ---------------------------------------------------------------------- | ----- | ------ | ----- |
| Stefano Candiani                                                       | 5.795 | 60,03  | -     |
| Lega Nord                                                              | 2.961 | 37,64  | 9     |
| Forza Italia                                                           | 1.302 | 16,55  | 2     |
| Alleanza Nazionale                                                     | 373   | 4,74   | 1     |
| Unione dei Democratici Cristiani e di Centro                           | 289   | 3,67   | -     |
| Luigi Luce                                                             | 2.911 | 30,16  | 1     |
| Democratici di Sinistra                                                | 1.055 | 13,41  | 2     |
| La Margherita                                                          | 537   | 6,83   | 1     |
| Partito della Rifondazione Comunista                                   | 442   | 5,62   | 1     |
| Federazione dei Verdi-Partito dei Comunisti Italiani-Italia dei Valori | 115   | 1,46   | -     |
| Carlo Uslenghi                                                         | 947   | 9,81   | 1     |
| Città Nuova                                                            | 792   | 10,07  | -     |
| Totale alle liste                                                      | 7.866 | 100,00 | 18    |
| TOTALE                                                                 | 9.653 | 100,00 | 20    |